# بطولة العالم للراليات موسم 2024
بطولة العالم للراليات 2024  كانت بطولة رياضية وهي النسخة الثانية والخمسون من بطولة العالم للراليات، وهي سلسلة دولية من الرالي تنظمها الاتحاد الدولي للسيارات (FIA) والشركة المروجة. تنافست الفرق والأطقم للحصول على بطولة العالم للرالي للسائقين، المساعدين والمصنعين. بإمكان الطواقم المنافسة في سيارات تتوافق مع فئة الرالي 1 إلى الرالي 5؛ ومع ذلك، فقط كان بإمكان المصنعين الذين يتنافسون بسيارات فئة الرالي 1 تسجيل النقاط في بطولة المصنعين. بدأت البطولة في يناير 2024 مع رالي مونت كارلو وانتهت في نوفمبر 2024 مع رالي اليابان. كانت جولات البطولة مدعومة بـسباقات سلسلة بطولة العالم للراليات 2 وبطولة العالم للراليات 3 الرديفة في كل جولة من البطولة وسباقات بطولة العالم للسائقين الشباب في بعض الفعاليات المحددة.
كان كالي روفانبيرا ومساعده جوني هما أبطال السائقين والمساعدين، حيث حققا لقبيهما الثاني خلال رالي وسط أوروبا 2023. ومع ذلك، فقد شاركا فقط في فعاليات محددة. وكان على فريق تويوتا الدفاع عن لقب بطل المصنعين.
في ختام البطولة، فاز نوفيل تييري ومارتين ويداغه بأول ألقابهما في بطولة العالم للرالي في رالي اليابان 2024. كان إلفين إيفانز ومساعده سكوت مارتين في المركز الثاني، بفارق 32 نقطة. بينما كان أوت تاناك ومساعده مارتن يارفيوا في المركز الثالث، بفارق عشر نقاط إضافية. في بطولة المصنعين، ونجح فريق تويوتا جازو لسباقات الرالي في الدفاع عن لقب بطولة المصنعين، حيث ابتعد بفارق ثلاث نقاط فقط عن فريق هيونداي شل موبيس، وجاء فريق إم-سبورت فورد في المركز الثالث.

## التقويم
موسم 2024 قد تُنافست على مدار 13 جولة شملت أوروبا، أفريقيا، أمريكا الجنوبية وآسيا.
| الجولة   | تاريخ البدء | تاريخ الانتهاء | الرالي                    | مقر الرالي                          | السطح  | المراحل | المسافة   | المصدر |
| -------- | ----------- | -------------- | ------------------------- | ----------------------------------- | ------ | ------- | --------- | ------ |
| 1        | 25 يناير    | 28 يناير       | رالي أوتوموبيل مونت كارلو | غاب، بروفنس ألب كوت دازور، فرنسا    | مخلوط  | 17      | 324.44 كم | [ 1 ]  |
| 2        | 15 فبراير   | 18 فبراير      | رالي السويد               | أوميو، مقاطعة فاستربوتن، السويد     | ثلج    | 18      | 300.10 كم | [ 2 ]  |
| 3        | 28 مارس     | 31 مارس        | رالي سفاري كينيا          | نيروبي، مقاطعة ناكورو، كينيا        | حصى    | 19      | 355.92 كم | [ 3 ]  |
| 4        | 18 أبريل    | 21 أبريل       | رالي كرواتيا              | زغرب، كرواتيا                       | أسفلتي | 20      | 283.28 كم | [ 4 ]  |
| 5        | 9 مايو      | 12 مايو        | رالي البرتغال             | متزنيش، البرتغال                    | حصى    | 22      | 337.04 كم | [ 5 ]  |
| 6        | 30 مايو     | 2 يونيو        | رالي إيطاليا سردينيا      | ألغيرو، سردينيا، إيطاليا            | حصى    | 16      | 266.12 كم | [ 6 ]  |
| 7        | 27 يونيو    | 30 يونيو       | رالي بولندا               | ميكولاجكي، فويفودينا وارسو ‏، بولندا | حصى    | 19      | 304.10 كم | [ 7 ]  |
| 8        | 18 يوليو    | 21 يوليو       | رالي لاتفيا               | ليبايا، منطقة كورتزيم، لاتفيا       | حصى    | 20      | 300.13 كم | [ 8 ]  |
| 9        | 1 أغسطس     | 4 أغسطس        | رالي فنلندا               | جيفاسكيلا، وسط فنلندا، فنلندا       | حصى    | 20      | 305.69 كم | [ 9 ]  |
| 10       | 5 سبتمبر    | 8 سبتمبر       | رالي أكروبوليس اليونان    | لاميا، اليونان الوسطى، اليونان      | حصى    | 15      | 305.30 كم | [ 10 ] |
| 11       | 26 سبتمبر   | 29 سبتمبر      | رالي تشيلي                | كونسبسيون، بيوبيو، تشيلي            | حصى    | 16      | 306.76 كم | [ 11 ] |
| 12       | 17 أكتوبر   | 20 أكتوبر      | رالي وسط أوروبا           | باد غريسباخ، بافاريا، ألمانيا       | أسفلتي | 18      | 302.51 كم | [ 12 ] |
| 13       | 21 نوفمبر   | 24 نوفمبر      | رالي اليابان              | تويوتا، آيتشي، اليابان              | أسفلتي | 21      | 302.59 كم | [ 13 ] |
| المصادر: |             |                |                           |                                     |        |         |           |        |

### تغييرات في التقويم
كان من المتوقع أن توسع البطولة إلى 14 جولة، ومع ذلك، احتفظت الشركة المنظمة للبطولة بالعدد الحالي البالغ 13 حدثًا مع مبرر أن ذلك سيساعد على مشاركة المزيد من سيارات فئة رالي 1.

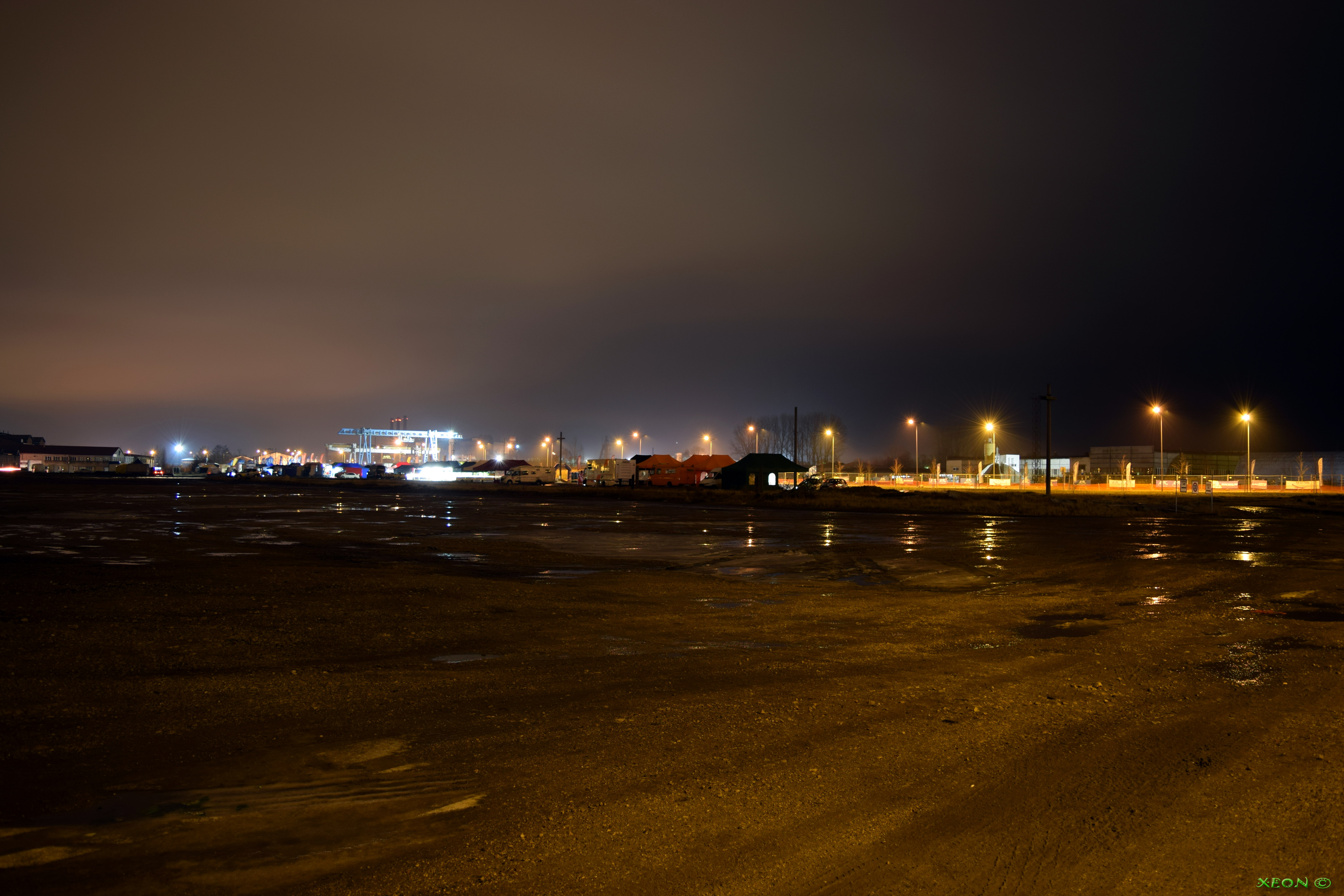
موقع رالي ليبايا في رالي ليبايا 2015

- تقدم رالي ليبايا من بطولة أوروبا للراليات لاستضافة سباق في بطولة العالم للراليات تحت اسم جديد، رالي لاتفيا.[18] تم إقامة الرالي على طرق حصى تمتد من مدن ريغا وليبايا إلى مناطق تالسي وتوكمس وكولديغا ودينفيدكورزيم.[19] ليحل محل رالي إستونيا في التقويم.[20]
- لأول مرة منذ موسم 2017 عاد رالي بولندا إلى البطولة.[21] كانت هذه هي المرة الأولى التي يُقام فيها الحدث منذ 2017.[22]
- توقف رالي المكسيك عن الظهور في التقويم، لكن المنظمين يسعون للحصول على فرصة للعودة في 2025.[23]
- لم يُدرج رالي إستونيا أيضًا في 2024، لكن من المقرر أن يعود الحدث في 2025.[24]

سعى المنظمون أيضًا إلى توسيع السباقات المشاركة في البطولة في المستقبل.
- تقدمت المساعي بشأن إضافة السباق في الولايات المتحدة، وهو كان هدفا لإدراجه إلى البطولة في 2024.[26]
- كان المسعى الرئيسي الآخر هو رالي الصين، الذي ظهر لآخر مرة في موسم 1999. كان من المقرر أيضًا إقامة الرالي في 2016، ولكنه أُلغي في نهاية المطاف بسبب الأضرار التي سببتها فيضانات الصين 2016.[27]

بالإضافة إلى ذلك، تضمنت القائمة المرشحة أيضًا الحدث في السعودية، حيث كان يهدف إلى الحصول على موقع في بطولة العالم للراليات 2025. كان الرالي جزءًا من خطة المنظمين  لتقديم حدث في الصحراء. كان رالي الأرجنتين أيضًا يتنافس للعودة إلى البطولة.

### تغييرات أخرى
- قام المنظمون لـ رالي مونت كارلو بنقل مقره الرئيسي مرة أخرى إلى غاب في فرنسا.[32] كان الرالي سابقًا مقره في موناكو.[33]
- تم نقل رالي كينيا، الذي أقيم في يونيو في المواسم الثلاثة السابقة، إلى مارس في عطلة نهاية الأسبوع الخاصة بعيد الفصح ليكون الجولة الثالثة من الموسم.[34]
- تم تقديم موعد إقامة رالي وسط أوروبا لمدة أسبوعين مع تغيير المقر لتجنب الصدام مع عيد جميع القديسين.[35]

## الإدخالات
تنافست الشركات المصنعة التالية في البطولة تحت قواعد رالي1.
| الشركة المصنعة | المدخل                 | السيارة              | رقم | اسم السائق       | اسم السائق المساعد | الجولات             |
| -------------- | ---------------------- | -------------------- | --- | ---------------- | ------------------ | ------------------- |
| فورد           | إم سبورت فورد WRT      | فورد بومه رالي1      | 13  | غريغوار مونستر   | لويس لوكا          | جميعها              |
| فورد           | إم سبورت فورد WRT      | فورد بومه رالي1      | 16  | أدريان فورمو     | ألكسندر كوريا      | جميعها              |
| هيونداي        | هيونداي شل موبيس WRT   | هيونداي i20 N رالي1  | 4   | إيسابكا لابي     | ياني فيرم          | 2–3، 8–9، 11        |
| هيونداي        | هيونداي شل موبيس WRT   | هيونداي i20 N رالي1  | 6   | داني سوردو       | كانديدو كاريرا     | 5–6، 10             |
| هيونداي        | هيونداي شل موبيس WRT   | هيونداي i20 N رالي1  | 8   | أوت تاناك        | مارتن يارفيوا      | جميعها              |
| هيونداي        | هيونداي شل موبيس WRT   | هيونداي i20 N رالي1  | 9   | أندreas ميكليسن  | تورشتاين إريكسن    | 1، 4، 7، 12–13      |
| هيونداي        | هيونداي شل موبيس WRT   | هيونداي i20 N رالي1  | 11  | تييري نوفيل      | مارتين وايداغ      | جميعها              |
| تويوتا         | تويوتا غازو ريسينغ WRT | تويوتا GR يارس رالي1 | 17  | سيباستيان أوجييه | فينسنت لانديس      | 1، 4–13             |
| تويوتا         | تويوتا غازو ريسينغ WRT | تويوتا GR يارس رالي1 | 18  | تاكاموتو كاتسوتا | آرون جونستون       | 1–4، 6–7، 10، 12–13 |
| تويوتا         | تويوتا غازو ريسينغ WRT | تويوتا GR يارس رالي1 | 33  | إلفين إيفانز     | سكوت مارتن         | جميعها              |
| تويوتا         | تويوتا غازو ريسينغ WRT | تويوتا GR يارس رالي1 | 69  | كالي روفانبيرا   | يون هالتونين       | 2–3، 5، 7–9، 11     |
| المصادر:       |                        |                      |     |                  |                    |                     |

دخلت الأطقم التالية في سيارات رالي1 كمتسابقين خاصين أو بموجب ترتيب مع الشركات المصنعة.
| الشركة المصنعة | المدخل                 | السيارة              | رقم | اسم السائق        | اسم السائق المساعد | الجولات    |
| -------------- | ---------------------- | -------------------- | --- | ----------------- | ------------------ | ---------- |
| فورد           | إم سبورت فورد WRT      | فورد بومه رالي1      | 19  | جوردان سيرديريديس | فريدريك ميكلوت     | 3، 10، 12  |
| فورد           | إم سبورت فورد WRT      | فورد بومه رالي1      | 22  | مارتينس سيسكس     | رينار فرانسيس      | 7–8، 11    |
| تويوتا         | تويوتا غازو ريسينغ WRT | تويوتا GR يارس رالي1 | 5   | سامي باجاري       | إيني مالكينين      | 9، 11–12   |
| تويوتا         | تويوتا غازو ريسينغ WRT | تويوتا GR يارس رالي1 | 18  | تاكاموتو كاتسوتا  | آرون جونستون       | 5، 8–9، 11 |
| تويوتا         | تويوتا غازو ريسينغ WRT | تويوتا GR يارس رالي1 | 37  | لورينزو بيرتيلي   | سيموني سكاتولين    | 2          |
| المصادر:       |                        |                      |     |                   |                    |            |

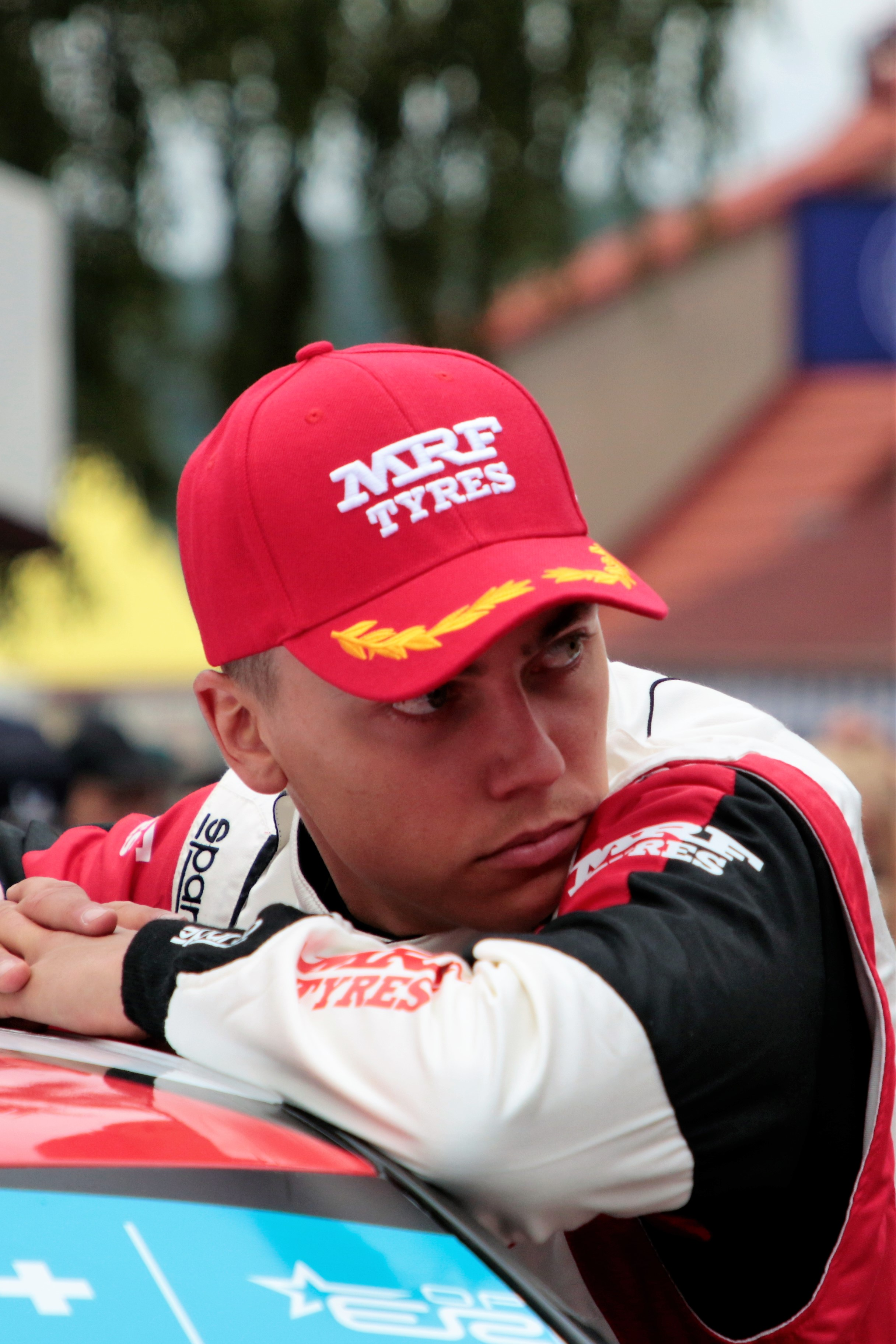
مارتين سيسكس حقق أول مشاركة له في المستوى الأعلى في 2024 Rally Poland.

تميز إم سبورت بتشكيلة جديدة، حيث أصبح الطاقم بقيادة أدريان فورمو وغريغوار مونستر هما المتنافسان الرئيسيان بدوام كامل. تم الإعلان عن مشاركة بيير لويس لوبت، الذي كان يقود للفريق على مدار الموسمين الماضيين، في فئة WRC2 مع توكسبورت. سائق لاتفيا مارتين سيسكس حقق debut له في المستوى الأعلى مع الفريق كجزء من برنامج التعاون مع WRC Promoter GmbH.
احتفظت هيونداي بالطاقم الذي يتضمن تييري نوفيل ومارتين وايداغ. عاد أوت تاناك ومارتن يارفيوا إلى الفريق بعد قضاء عام مع إم سبورت. كما ظل إيسابكا لابي مع الفريق، لكن تم تقليل برنامجه. أعلن السائق المساعد له ياني فيرم أنه سيتوقف عن مسيرته في WRC بعد إكمال 2024 Rally Chile. عاد أندرياس ميكليسن إلى هيونداي لبدء فترة ثانية مع الفريق، حيث يشارك سيارة ثالثة مع الطاقم بقيادة داني سوردو و لابي.

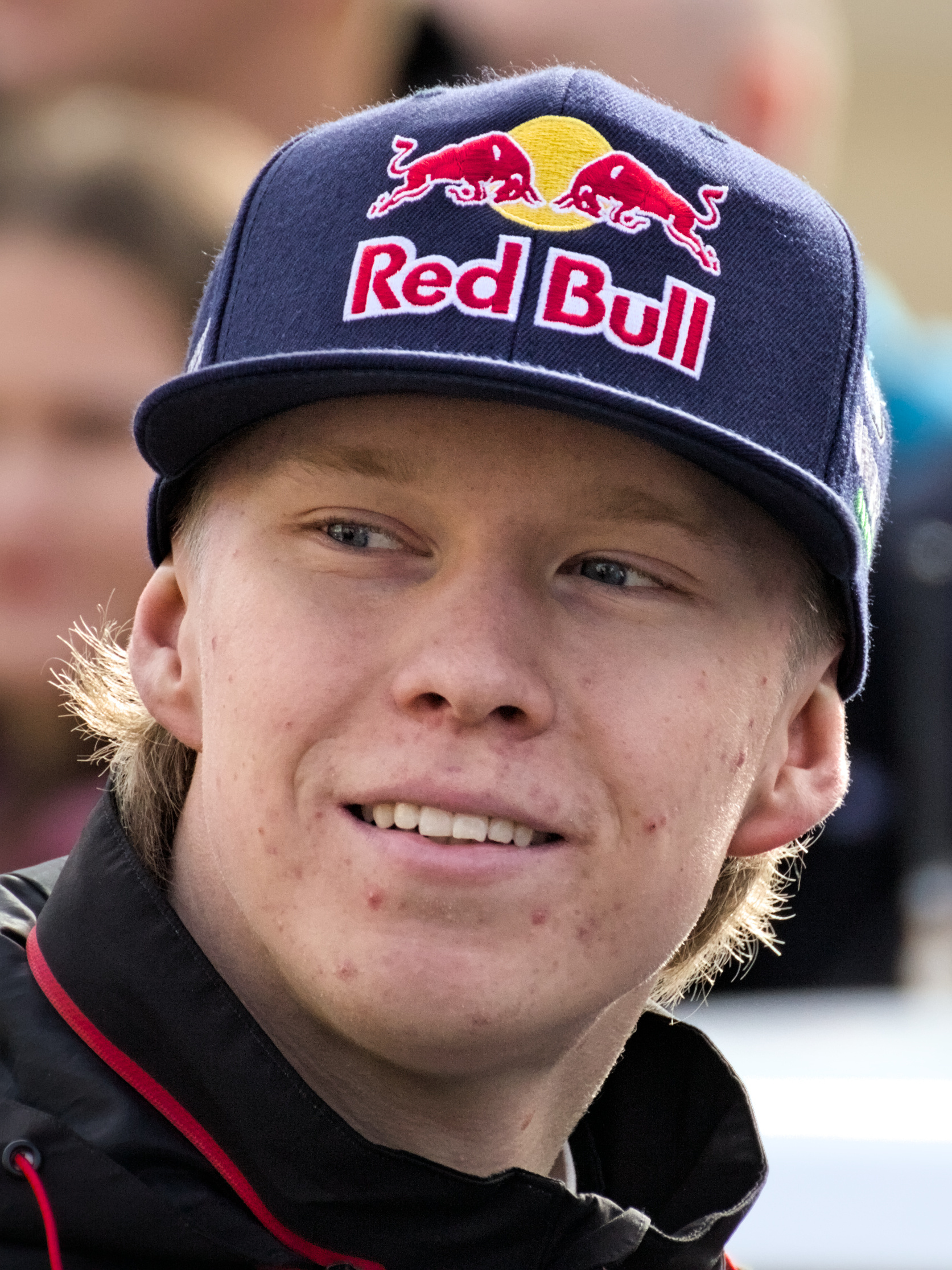
البطل المدافع عن اللقب كالي روفانبيرا شارك في بعض الفعاليات المحددة.

احتفظت تويوتا بتشكيلتها من 2023، حيث أصبح الطاقمان بقيادة إلفين إيفانز وتاكاموتو كاتسوتا المتنافسان الرئيسيان بدوام كامل للفريق. وقع بطل العالم الحالي كالي روفانبيرا عقدًا متعدد السنوات مع الفريق، لكنه شارك فقط في برنامج جزئي هذا الموسم. استمر بطل العالم ثماني مرات سيباستيان أوجييه في نهجه تجاه البطولة، حيث شارك في بعض الفعاليات المحددة. لم يشاركوا في سيارة ثالثة. حقق كل من سامي باجاري وإيني مالكينين أول ظهور لهما في الفئة العليا في 2024 Rally Finland.

## تغييرات في اللوائح
تم إجراء مراجعة كبيرة لنظام النقاط لمنع حفظ الإطارات في Power Stage. كان من المقرر أن يحصل أفضل عشرة متنافسين في التصنيف العام بنهاية يوم السبت على نقاط 18–15–13–10–8–6–4–3–2–1 على التوالي، بشرط أن يكملوا إنهاء رالي مصنف، وإلا فسيتم تمرير هذه النقاط إلى المنافس المؤهل التالي. سيتلقى أسرع سبعة متسابقين يوم الأحد نقاط 7–6–5–4–3–2–1 على التوالي.
تم تقديم مسار أقصر مدته 48 ساعة في رالي سردينيا، والذي كان تجربة لنموذج عطلة نهاية الأسبوع المدمج الذي اقترحته الفيا.

## تقرير الموسم

### الجولات الافتتاحية
فاز نوفيل ووايداغه بـ السباق الافتتاحي للموسم ‏، حيث حصلوا على ثلاثين نقطة، وهو الحد الأقصى بموجب نظام النقاط الجديد، بعد أن تصدرا في نهاية يوم السبت، وسجلوا أقصر زمن يوم الأحد وفازوا بـ Power Stage. كقادة في البطولة، كان من المفترض أن يكون نوفيل ووايداغه أول من ينطلق في الجولة التالية، لكن سيارتهم i20 لم تتمكن من البدء بسبب مشكلة ضغط الوقود قبل المرحلة الأولى من بعد الظهر. أدى ذلك إلى أن يكون خصما اللقب إيفانز ومارتن أول من ينطلق، الذين فقدوا الوقت بسبب الظروف. ومع ذلك، لا يزال إيفانز ومارتن يتفوقان على نوفيل ووايداغه في نهاية الحدث، مما يقلص الفارق إلى ثلاث نقاط فقط في البطولة. حقق لابي وفيرم الفوز، منهين جفاف انتصاراتهما الذي امتد لست سنوات ونصف، بينما حقق فورمو وكوري أول منصة لهما.
بعد أن فاز هيونداي بأول سباقين، ردت تويوتا بفوز 1–2 في رالي سفاري، مما زاد من تقدمها في بطولة المصنعين إلى أربع نقاط. كانت عطلة نهاية الأسبوع صعبة على نوفيل ووايداغه، ولكن جولة ناجحة يوم الأحد أعادت طاقم بلجيكا إلى صدارة بطولة السائقين بفارق ست نقاط. فاز أوجييه ولانديس في كرواتيا، بعد أن انتزعوا الصدارة عندما ارتكب الطاقمان اللذان أمامهم (نوفيل ووايداغه، إيفانز ومارتن) أخطاء.

### فعاليات الحصى في منتصف الموسم

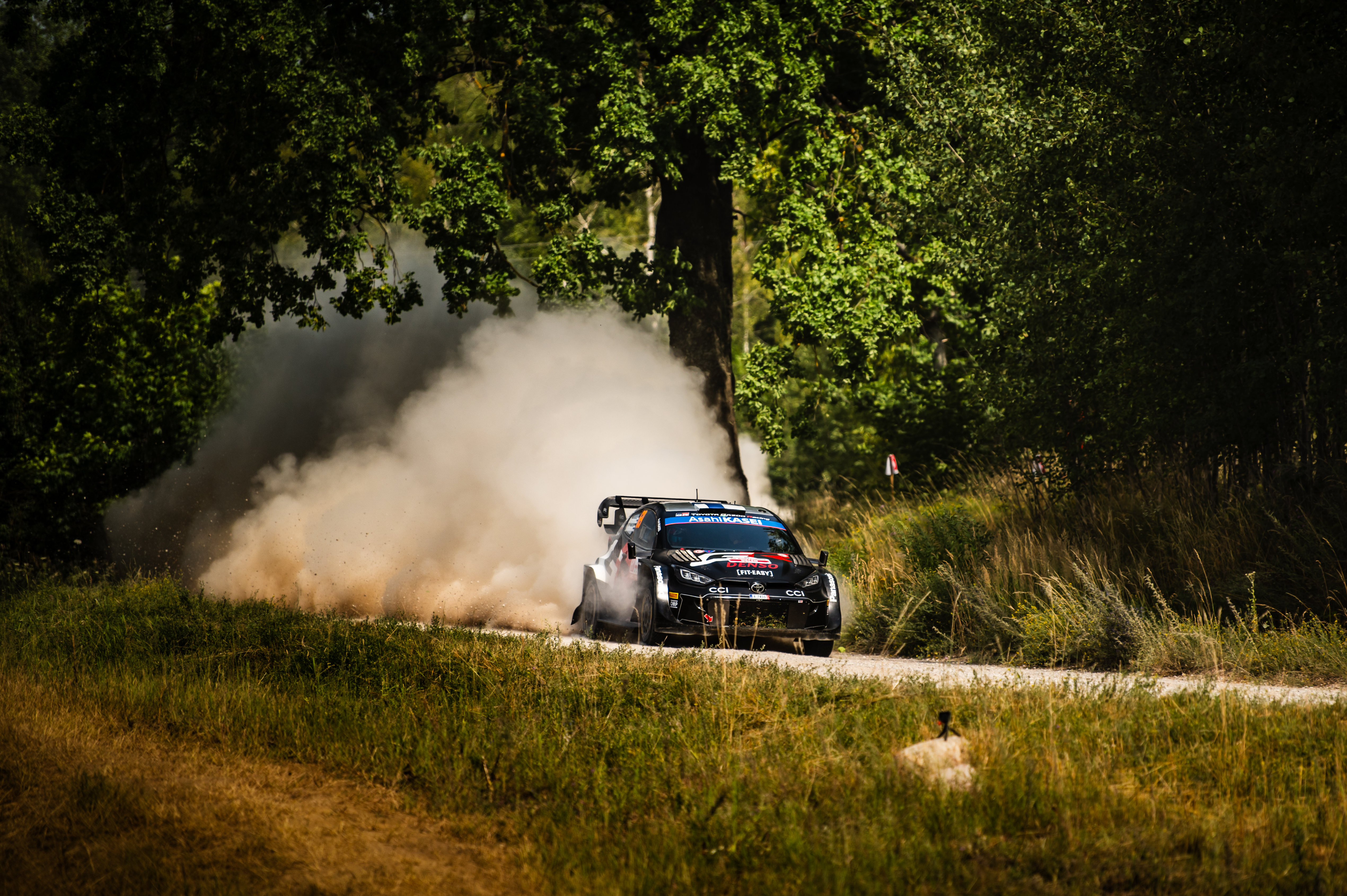
كالي روفانبيرا ويوني هالتونن فازا بـ رالي بولندا 2024 بعد استبدالهما سيباستيان أوجييه وفنسنت لانديس المصابين.

كان أول رالي حصوي في الموسم هو رالي البرتغال 2024، حيث فاز أوجييه ولانديس مرة أخرى. كانوا في طريقهم لتحقيق انتصار ثالث في رالي سردينيا 2024، لكن ثقبًا في الإطار خلال Power Stage جعل تاناك ويارفيجا يتجاوزونهما للفوز. كانت هامش الفوز 0.2 ثانية فقط، وهو أقرب فوز مشترك ‏ (مع رالي الأردن 2011) في بطولة العالم للراليات. انسحب أوجييه ولانديس من رالي بولندا 2024 قبل أن يبدأ بسبب حادث مروري أثناء التعرف. روفانبيرا وهالتونن كانا بديلين لهما في تويوتا، حيث فازا بالرالي على الرغم من التحضير المحدود. كما فازا في الجولة التالية في لاتفيا، حيث قادا الرالي من البداية إلى النهاية محققين انتصارهم في المرحلة رقم 200. بعد الظهور الأول لهما في بولندا، حقق الثنائي اللاتفي سيسكس وفرانسيس انتصارهما الأول في المرحلة مبكرًا في راليهما المحلي. كانوا في طريقهم لتحقيق منصة التتويج الأولى، لكن مشكلة التفاضل في اليوم الأخير تسببت في خروجهم من المنافسة.
في فنلندا، كان روفانبيرا وهالتونن يتصدران راليهما المحلي، لكنهما قلبا سيارتهما في المرحلة قبل الأخيرة من الرالي. انسحب تاناك ويارفيجا بعد تعرضهما لحادث عنيف في الرالي، مما استدعى دخول يارفيجا إلى المستشفى. عانى إيفانز ومارتن من مشكلة نقل الحركة مما أدى إلى خروجهم من المراكز العشرة الأولى، قبل أن ينقلبوا خلال المرحلة قبل الأخيرة. مع عدم تسجيل المنافسين الرئيسيين نقاطًا، زاد زعامة البطولة نوفيل ووايداغه إلى 27 نقطة، بينما ارتفع الفائزون في الرالي أوجييه وفنسنت إلى المركز الثاني. شهد الحدث أيضًا ظهور باكاري ومالكونن في بطولة WRC، حيث فازا في المرحلة التاسعة في مسيرتهما في Rally1.
في رالي الأكروبوليس، عانت سيارات تويوتا بقيادة أوجييه ولانديس وإيفانز ومارتن من مشاكل التيربو. انقلب الطاقم الثالث من تويوتا كاتسوتا وجونستون أثناء المنافسة على صدارة الرالي، مما ترك هيونداي تحتل المراكز الثلاثة الأولى في نهاية اليوم الأول. كان أوجييه متقدمًا بفارق 45 ثانية عن قائد البطولة نوفيل، لكنه أنهى بفارق دقيقتين تقريبًا؛ وقد صرح أوجييه علنًا أن نوفيل يجب أن "يتوقف عن البكاء" و"يتعلم كيف يقود أولاً على الطريق". فاز نوفيل ووايداغه بالرالي، حيث احتلت هيونداي جميع المراكز الثلاثة على المنصة، كما فعلت قبل عامين في نفس الحدث. استعاد أوجييه ولانديس المركز الثاني قبل أن يقلبوا يارس أثناء Power Stage. يعني هيمنة هيونداي أنهم بنوا تقدمًا قدره 35 نقطة في بطولة المصنعين. ردت تويوتا في الجولة التالية في تشيلي، حيث احتلت المراكز الثلاثة الأولى بأنفسهم لتحقيق أقصى قدر من النقاط مما خفض تقدم البطولة إلى النصف. كان الفائزون في تشيلي هم روفانبيرا وهالتونن.

### الجولات الختامية

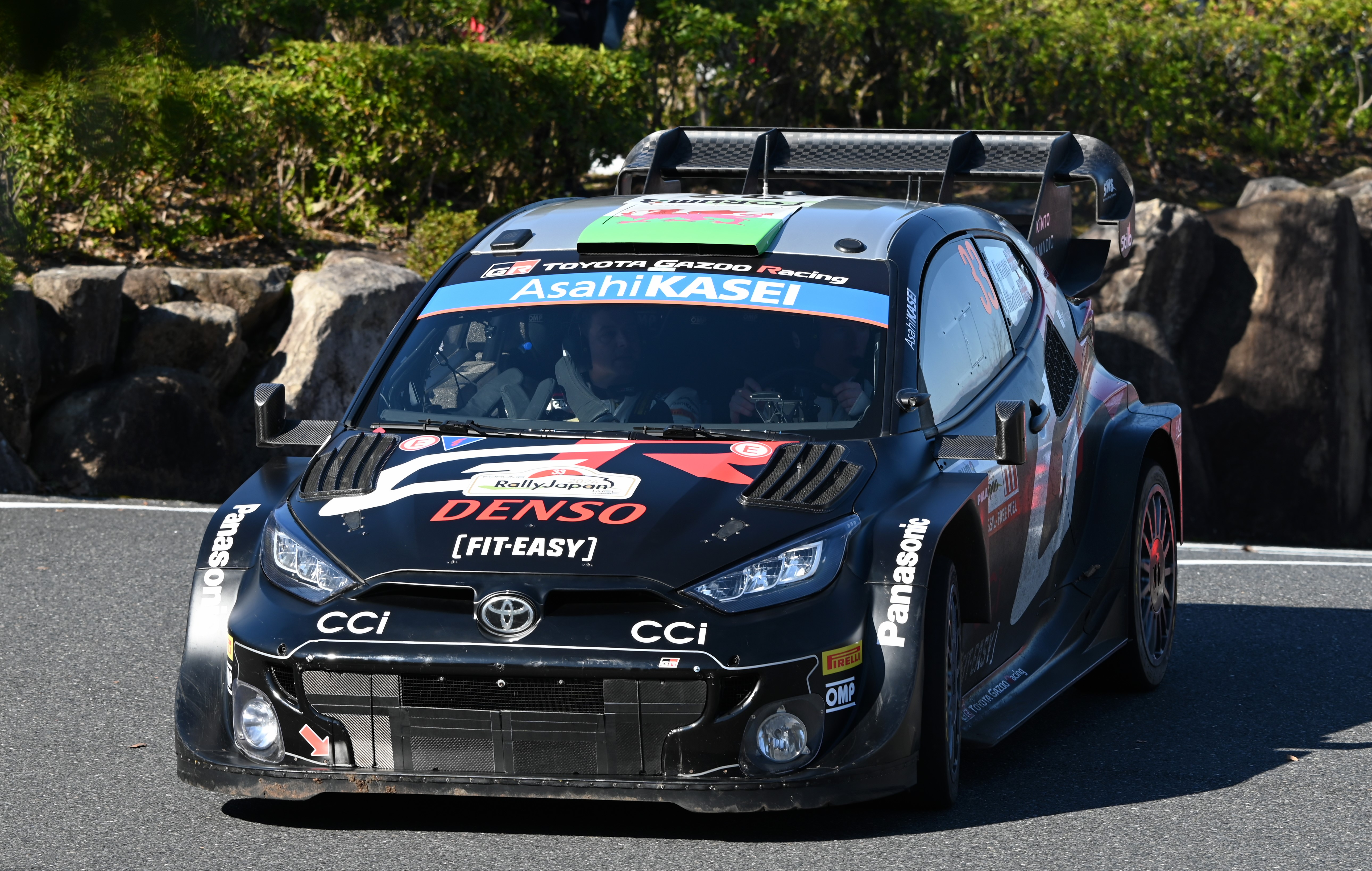
فوز إلفين إيفانز وسكوت مارتن في رالي اليابان 2024 ساعد تويوتا في انتزاع لقب الصانع الرابع على التوالي.

فاز تاناك ويارفيجا برالي وسط أوروبا 2024، حيث كان أوجييه ولانديس يتصدران ولكن تعرضا لحادث في المرحلة قبل الأخيرة. قلص الفوز الفارق في بطولة السائقين إلى 25 نقطة، مما ضمّن أن اللقب سيُحسم في الحدث النهائي. في الرالي النهائي في اليابان، خرج تاناك ويارفيجا من المنافسة في اليوم الأخير بينما كانا يتصدران الرالي، مما منح نوفيل ووايداغه اللقب. تركت مشكلة في المحرك نوفيل ووايداغه خارج المراكز العشرة الأولى. ترك انسحاب تاناك ويارفيجا لقب الصانع غير محسوم، حيث كانت هيونداي وتويوتا متساويتين عند 553 نقطة وفقًا للترتيب المؤقت قبل Power Stage. تفوقت تويوتا على هيونداي في المرحلة، بالإضافة إلى إنهاء الحدث في المركزين الأول والثاني بقيادة إيفانز ومارتن، مما يعني أن تويوتا فازت بلقب الصانع للعام الرابع على التوالي. كان هامش الفوز ثلاث نقاط فقط، وهو الأضيق منذ 1983 (عندما فازت لانسيا بفارق نقطتين).

## النتائج والترتيب

### ملخص الموسم
| الجولة | الحدث                    | السائق الفائز    | سائق المساعد الفائز | الجهة الفائزة          | الوقت الفائز | تقرير | مرجع            |
| ------ | ------------------------ | ---------------- | ------------------- | ---------------------- | ------------ | ----- | --------------- |
| 1      | رالي أوتوموبيل موناكو    | ثييري نوفيل      | مارتijn وايداغه     | هيونداي شيل موبس WRT   | 3:09:30.9    | تقرير | [ 109 ] [ 110 ] |
| 2      | رالي السويد              | إسابيكا لابي     | ياني فيرم           | هيونداي شيل موبس WRT   | 2:33:04.9    | تقرير | [ 111 ] [ 112 ] |
| 3      | رالي السفاري كينيا       | كالي روفانبيرا   | يون هالتونن         | تويوتا غازو ريسينغ WRT | 3:36:04.0    | تقرير | [ 113 ] [ 114 ] |
| 4      | رالي كرواتيا             | سيباستيان أوجييه | فنسنت لانديس        | تويوتا غازو ريسينغ WRT | 2:40:23.6    | تقرير | [ 115 ] [ 116 ] |
| 5      | رالي البرتغال            | سيباستيان أوجييه | فنسنت لانديس        | تويوتا غازو ريسينغ WRT | 3:41:32.3    | تقرير | [ 117 ] [ 118 ] |
| 6      | رالي إيطاليا سردينيا     | أوت تاناك        | مارتن يارفيجا       | هيونداي شيل موبس WRT   | 3:06:05.6    | تقرير | [ 119 ] [ 120 ] |
| 7      | رالي بولندا              | كالي روفانبيرا   | يون هالتونن         | تويوتا غازو ريسينغ WRT | 2:33:07.6    | تقرير | [ 121 ] [ 122 ] |
| 8      | رالي لاتفيا              | كالي روفانبيرا   | يون هالتونن         | تويوتا غازو ريسينغ WRT | 2:31:47.6    | تقرير | [ 123 ] [ 124 ] |
| 9      | رالي فنلندا              | سيباستيان أوجييه | فنسنت لانديس        | تويوتا غازو ريسينغ WRT | 2:25:41.9    | تقرير | [ 125 ] [ 126 ] |
| 10     | رالي الأكروبوليس اليونان | ثييري نوفيل      | مارتijn وايداغه     | هيونداي شيل موبس WRT   | 3:38:04.2    | تقرير | [ 127 ] [ 128 ] |
| 11     | رالي تشيلي               | كالي روفانبيرا   | يون هالتونن         | تويوتا غازو ريسينغ WRT | 2:58:59.8    | تقرير | [ 129 ] [ 130 ] |
| 12     | رالي وسط أوروبا          | أوت تاناك        | مارتن يارفيجا       | هيونداي شيل موبس WRT   | 2:37:34.6    | تقرير | [ 131 ] [ 132 ] |
| 13     | رالي اليابان             | إلفين إيفانز     | سكوت مارتن          | تويوتا غازو ريسينغ WRT | 3:23:41.0    | تقرير | [ 133 ]         |

### نظام النقاط
تم منح النقاط لأفضل عشرة فرق في التصنيف العام بحلول نهاية يوم السبت، وأفضل سبعة فرق في التصنيف العام المتراكم ليوم الأحد في كل حدث. في بطولة المصنعين، كانت الفرق مؤهلة لترشيح ثلاثة فرق لكسب النقاط، ولكن تم منح هذه النقاط فقط لأفضل فائزين مصنفين يمثلون مصنعًا ويقودون سيارة رالي1 بمواصفات 2022. وتم أيضًا منح خمس نقاط مكافأة للفائزين في Power Stage، وأربع نقاط للمركز الثاني، وثلاث نقاط للمركز الثالث، ونقطتين للمركز الرابع ونقطة واحدة للمركز الخامس. تم منح نقاط Power Stage في بطولات السائقين، والسائقين المساعدين، والمصنعين.
| المركز                       | 1  | 2  | 3  | 4  | 5 | 6 | 7 | 8 | 9 | 10 |
| المركز العام بحلول يوم السبت | 18 | 15 | 13 | 10 | 8 | 6 | 4 | 3 | 2 | 1  |
| المركز المتراكم ليوم الأحد   | 7  | 6  | 5  | 4  | 3 | 2 | 1 | — | — | —  |
| المرحلة القوية               | 5  | 4  | 3  | 2  | 1 | — | — | — | — | —  |

### بطولة العالم للراليات للسائقين
يحصل السائق الذي يحرز مركزا ضمن المراكز المصنفة على النقاط المقررة بغض النظر عن الفئة المشارك بها.